# 多度山
多度山（たどやま、たどさん）は三重県桑名市と岐阜県海津市にまたがる標高 403 mの山。養老山地の南端に位置する。

## 概要
多度山は、南山麓に古代より鎮座する式内社の多度大社で広く知られている。大社創建以前は山全体を神体としており、山中に正式な磐座（いわくら）が鎮座していたという記録が残っている。『続日本紀』では、717年（霊亀3年）に元正天皇がこの山の泉で手や顔を洗ったことにより皮膚が滑らかになり、痛いところが治り、年号を養老に改めたと伝えられている。江戸時代後期の絵師谷文晁は『日本名山図会』で、南西からのこの山の絵図を描いた。山域は、周辺の輪中風景、木曽三川、千本松原と共に、1953年（昭和28年）10月1日に「水郷県立自然公園」に指定された。岐阜県山岳連盟により、続ぎふ百山のひとつに選定されている。

## 環境
多度山は伊勢湾に近く、太平洋側の気候である。冬に、積雪することは少ない。温暖な気候を利用して東斜面ではみかんの栽培が行われている。また柿の生産地でもある。山頂まで車道が延びているが、一般車両の通行は禁止されている。中腹には多度峡、川をせき止めて造った天然プールがある。

### 多度山上公園
山頂部は「多度山上公園」として整備されている。トイレ、遊具、展望台、東屋、ベンチなどが設置されている。ハイキングコースは初級者向けであることから、地元の小中学生が遠足などで訪れることも多い。園内には高峯神社があり、さらに西奥には多数の電波施設の鉄塔が設置されている。山上公園の南東の下部にはハンググライダーの滑空場がある。

### 動植物

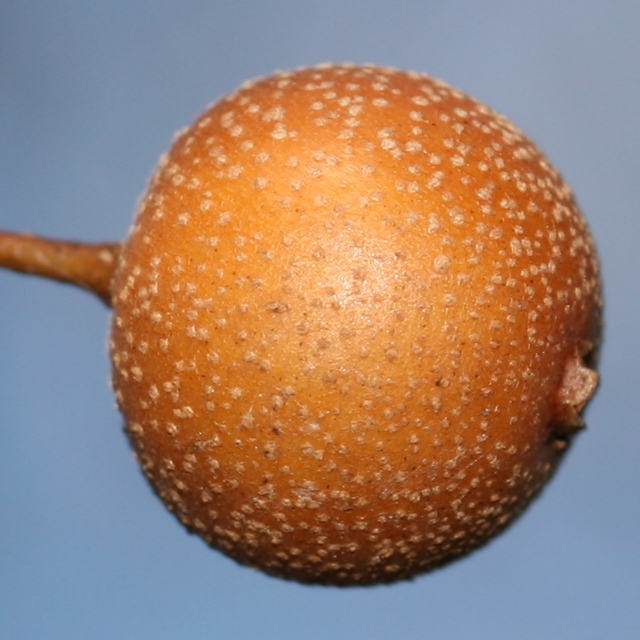
多度山のイヌナシの果実

山中にはニホンザルやニホンジカなどが生息している。遊歩道では、シジュウカラ、メジロ、ヤマガラなどの野鳥が見られることがある。
山腹には林道が整備されていて、山域の多くはスギなどの針葉樹林の植林地となっている。一部にはタケ林がある。山腹の遊歩道周辺にはウメ、サクラ、モミジなどの樹木が植樹されている。

### 多度のイヌナシ自生地
多度大社の奥、八壺谷のアカマツ林の中、みどりヶ池周辺には、東海地方のみに分布する絶滅危惧種のマメナシ（別名がイヌナシ）の自生地がある。面積約3,182 m2の日本で最大規模の自生地であり、2010年（平成22年）8月5日に国の天然記念物に指定された。

## ハイキングコース

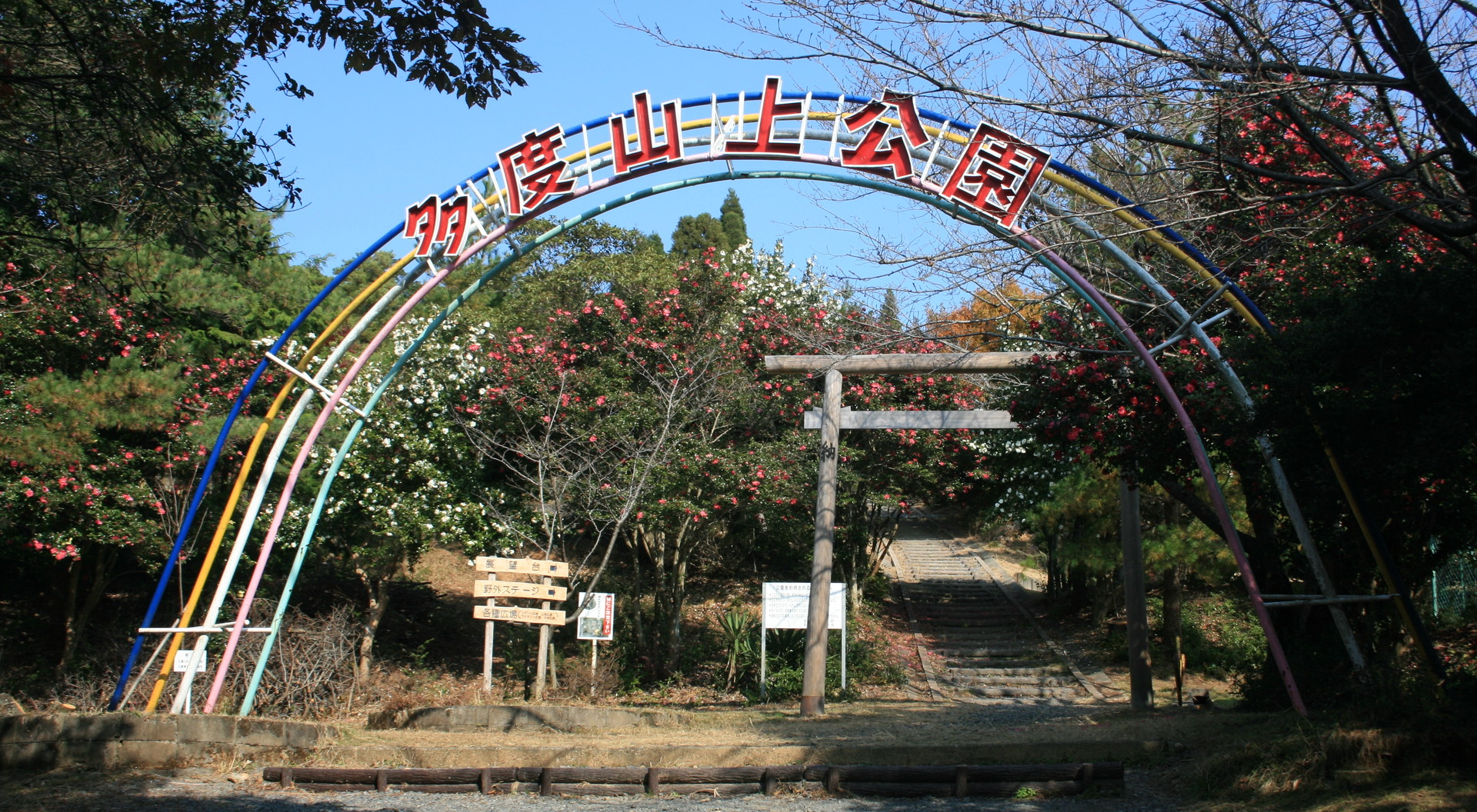
多度山上公園

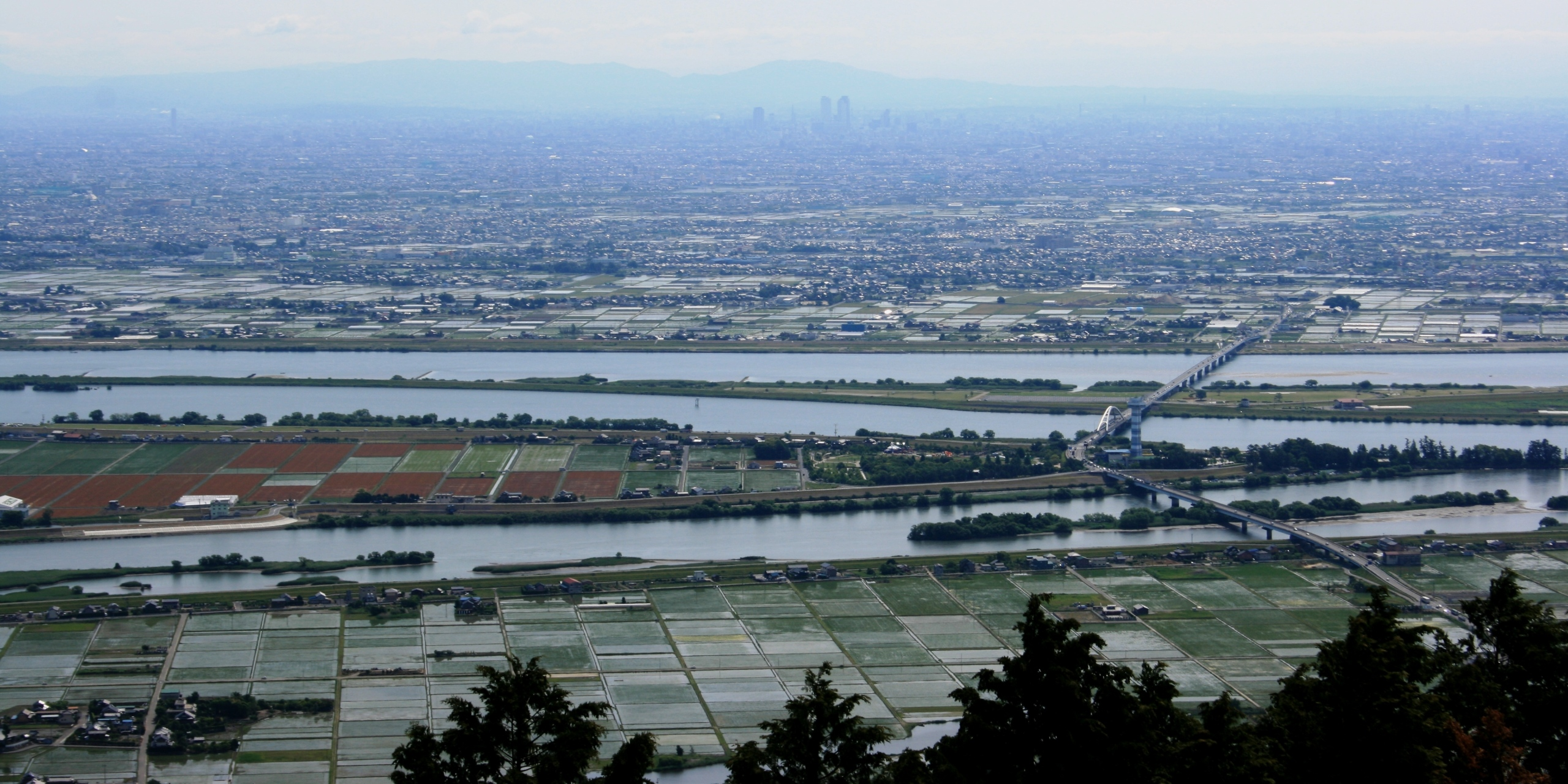
多度山上公園の展望台から望む
濃尾平野と木曽三川公園センター

桑名市により、周辺には多くのハイキングコースが整備されている。里山として、年中ハイカーが訪れる。山頂の二等三角点の隣には東屋がある展望台があり、濃尾平野、木曽三川、伊勢湾などを見渡すことができる。
- 眺望満喫コース - 多度駅からポケットパーク駐車場を経て、アスファルトの道路に沿った多度山上公園に至る距離4,520 mのコースで、ハイキングやサイクリングなどでよく利用されている。
- 木曽三川交流コース - 多度駅から多度川河川公園を経て、木曽三川公園センターに至る距離3,520 mのコース。
- 瀬音の森コース
- 親水コース - 多度峡から多度川の八壺渓谷と西谷川の左岸を経て、多度山上公園に至る距離6,460 mのコース。
- 街並コース
- のんびりコース - ポケットパーク駐車場をから愛宕神社を経て、多度大社に至る道路に沿った距離1,420 mのコース。
- 健脚コース - 愛宕神社から杉の植林地内を通り、多度山上公園に至る距離1,680 mのコース。
- いにしえコース
- 城跡コース
- 養老山地縦走路 - 多度山の北側の石津御嶽からの縦走コースがある。石津御嶽へは、養老鉄道の石津駅からのコースが整備されている[14]。

## 地理
養老山地の南端に位置し、山頂部は桑名市にある。養老山地の中間に、二之瀬越の鞍部がある。二之瀬越から南側が、多度山系と呼ばれている。
多度山系の最高点は、点名が「田代」の三等三角点（標高694.01m）である。員弁川を挟んで西に鈴鹿山脈が対峙している。

### 周辺の山

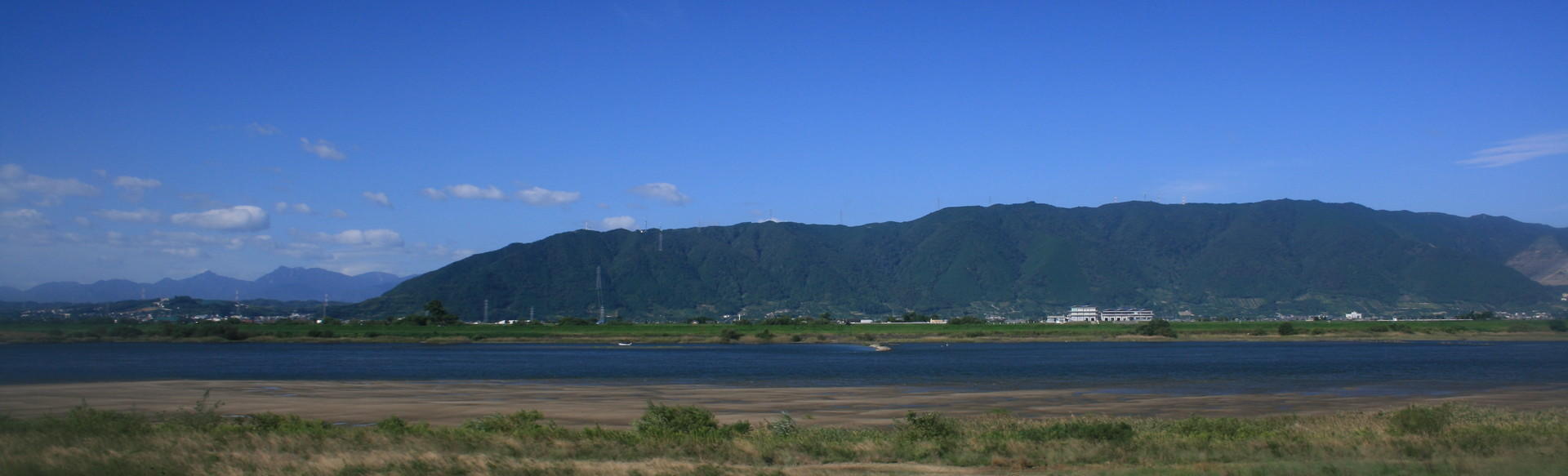
木曽川左岸から望む多度山周辺の山
左端が養老山地南端の多度山、左奥は鈴鹿山脈

| 山容 | 山名     | 標高 （m） | 三角点等級 基準点名               | 多度山からの 方角と距離（km） | 備考             |
| ---- | -------- | ---------- | --------------------------------- | ----------------------------- | ---------------- |
|      | 御池岳   | 1,247      |                                   | 西 19.7                       | 鈴鹿山脈の最高峰 |
|      | 笙ヶ岳   | 908.30     | 四等 「笙ヶ岳」                   | 北西 18.7                     | 養老山地の最高峰 |
|      | 養老山   | 859.31     | 一等 「養老山」                   | 北西 16.2                     | 養老の滝         |
|      | 石津御嶽 | 629.00     | 四等 「杉生平」                   | 北西 3.9                      |                  |
|      | 多度山   | 402.74     | 二等 「柚井村」                   | 0                             | 山頂に園地       |
|      | 御在所岳 | 1,212      | （一等）「御在所山」 （1209.37m） | 南西 23.4                     | 日本二百名山     |

### 源流の河川
以下の源流となる揖斐川の支流は、伊勢湾へ流れる。
- 多度川
- 山除川

### 交通アクセス
- 養老鉄道養老線 多度駅の北西1.8 kmに位置する。
- 東名阪自動車道の桑名東ICの北西7.3 kmに位置する。